# 夏目幸明
夏目 幸明（なつめ ゆきあき、1972年3月20日 - ）は、愛知県出身のフリーライター、ジャーナリスト。

## 略歴
愛知県立豊橋工業高等学校を卒業後、早稲田大学第二文学部へ進学。卒業後、広告代理店のアサツー ディ・ケイに入社。退職後、ビジネス系の記事を中心にライター、ジャーナリストとして活動。
「マーケティング、マネジメント、技術がわかれば企業が見える」と考え、これらを報じる連載を持つ。講談社『週刊現代』に『社長の風景』を連載、大手企業トップのマネジメント術を取材する。2012年末まで小学館『DIME』に『 「勝ち組」商品のヒット開発列伝 UN・DON・COM.』を連載、ヒット商品の開発者に、マーケティングや技術面の進化などを取材していた。
これらの知識を活かし「企業ジャーナリスト」としてテレビ、ラジオ等に出演。雑誌などでインタビューをされる側になることもある。時に自費を出してでも現地に赴き「現場の空気感」を持った上で執筆するというこだわりを持つ。
企業に関する知識を活かし、資格の学校「TAC」や明治学院大学などで「就職活動講座」の講師を務める。

## 過去の出演番組

### テレビ
- 朝日放送『ビーバップ!ハイヒール』（2009年12月3日、2012年1月12日、2013年5月9日）
- TBS『となりのマエストロ』（2010年6月6日）

### ラジオ
- ニッポン放送『上柳昌彦のお早うGoodDay!』（不定期）
- TOKYO FM『TIME LINE』（水曜日）

## 主な連載
- 『「勝ち組」商品のヒット開発列伝 UN・DON・COM．』（2004年-、DIME（小学館）連載）
- 『社長の風景』（2010年-、週刊現代（講談社）連載）
- 『あの挫折の先に』（2012年-、WEDGE Infinity（ウェッジ）連載）

## 著書
- 掟破りの成功法則―破天荒創業者のマジ語り（2004年、PHP研究所）
- 社長の説教!!―自分の可能性が引き出される叱咤激励（2006年、日本文芸社）
- なぜ、予想は裏切られたのか 「こだわり消費」のマーケティング（2007年、PHP研究所）
- ヒットの秘密は「運鈍根」 なぜ、あなたの会社にはこれが作れなかったのか?（2008年、小学館）
- ニッポンもの物語（2009年、講談社）
- 第3のビールは、なぜビールの味がするのか?（2009年、技術評論社）
- 大停電（ブラックアウト）を回避せよ（2012年、PHP研究所）
- こんな社長がいてくれたら! 社長あるある（2013年、朝日新聞出版社）

## レギュラー番組
- 拍手のいただける就活Show!毎週月曜日21:15?（2013年4月- AKIBA 伝えたい!放送局）